# Ramiro Blacut Rodríguez
Ramiro Blacut Rodríguez (castellà: Ramiro Blacut)  (La Paz, 3 de gener de 1944 - Santa Cruz de la Sierra, 12 d'agost de 2024) va ser un futbolista de la dècada del 1960 i entrenador bolivià. Fou 23 cops internacional amb la selecció de Bolívia. Pel que fa a clubs, defensà els colors del Club Ferro Carril Oeste, Bayern de Múnic i Club Bolívar.